# Sojuz TMA-04M
Sojuz TMA-04M – misja statku Sojuz do Międzynarodowej Stacji Kosmicznej. Celem misji było dostarczenie na stację załogi 31 i 32 ekspedycji. Start odbył się 15 maja 2012 r. z kosmodromu Bajkonur o godzinie 3:01 UTC, natomiast lądowanie na stepie w Kazachstanie 17 września 2012 r. o godz. 2:53 UTC.

## Załoga

### Podstawowa
- Giennadij Padałka (4) – dowódca (Rosja)
- Siergiej Rewin (1) – inżynier pokładowy (Rosja)
- Joseph Acaba (2) – inżynier pokładowy (USA)

### Rezerwowa
- Oleg Nowicki (1) – dowódca (Rosja)
- Jewgienij Tariełkin (1) – inżynier pokładowy (Rosja)
- Kevin Ford (2) – inżynier pokładowy (USA)

## Galeria

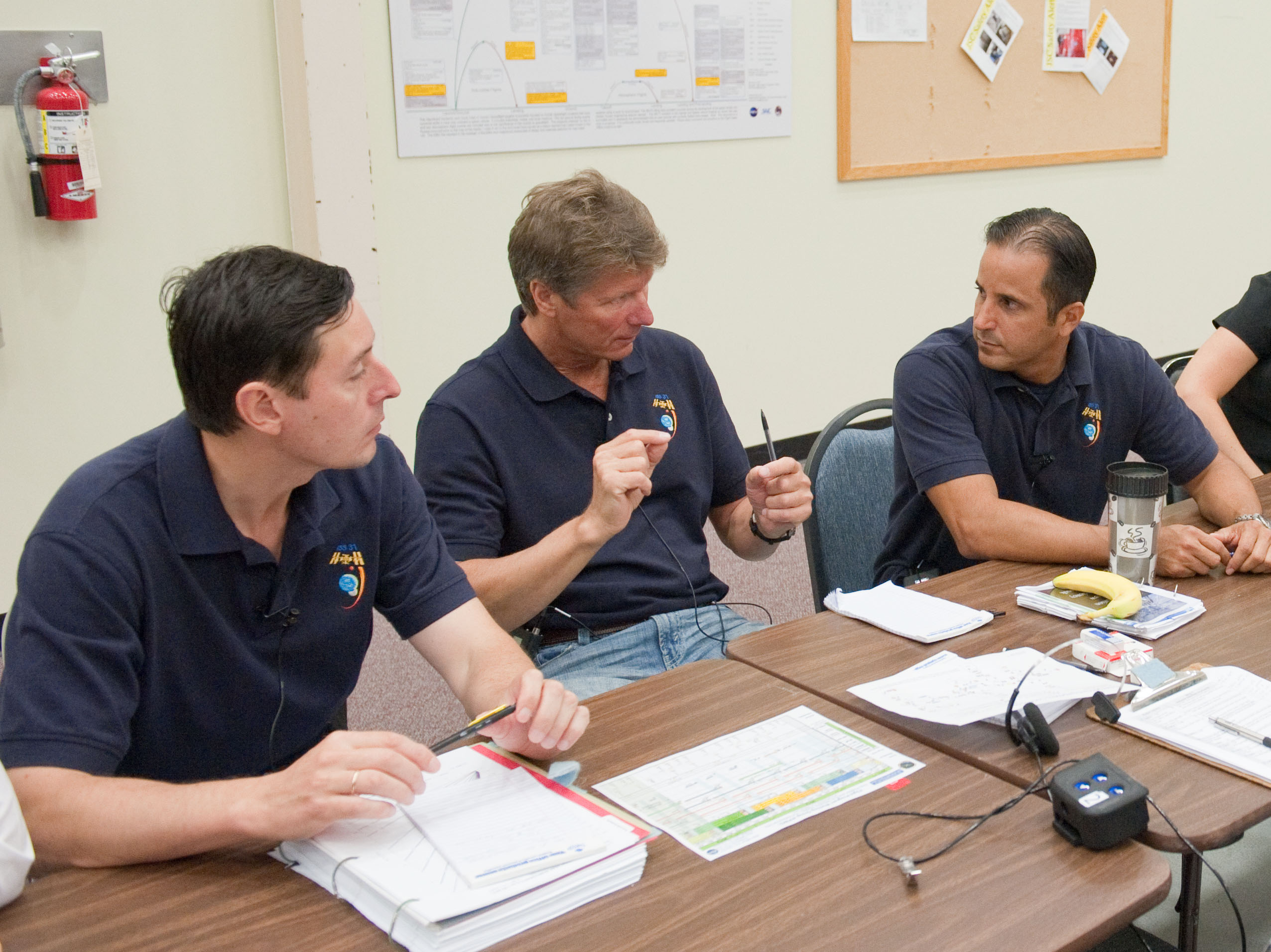
Załoga podczas treningu. Od lewej S. Rewin, G. Padałka i J. Acaba
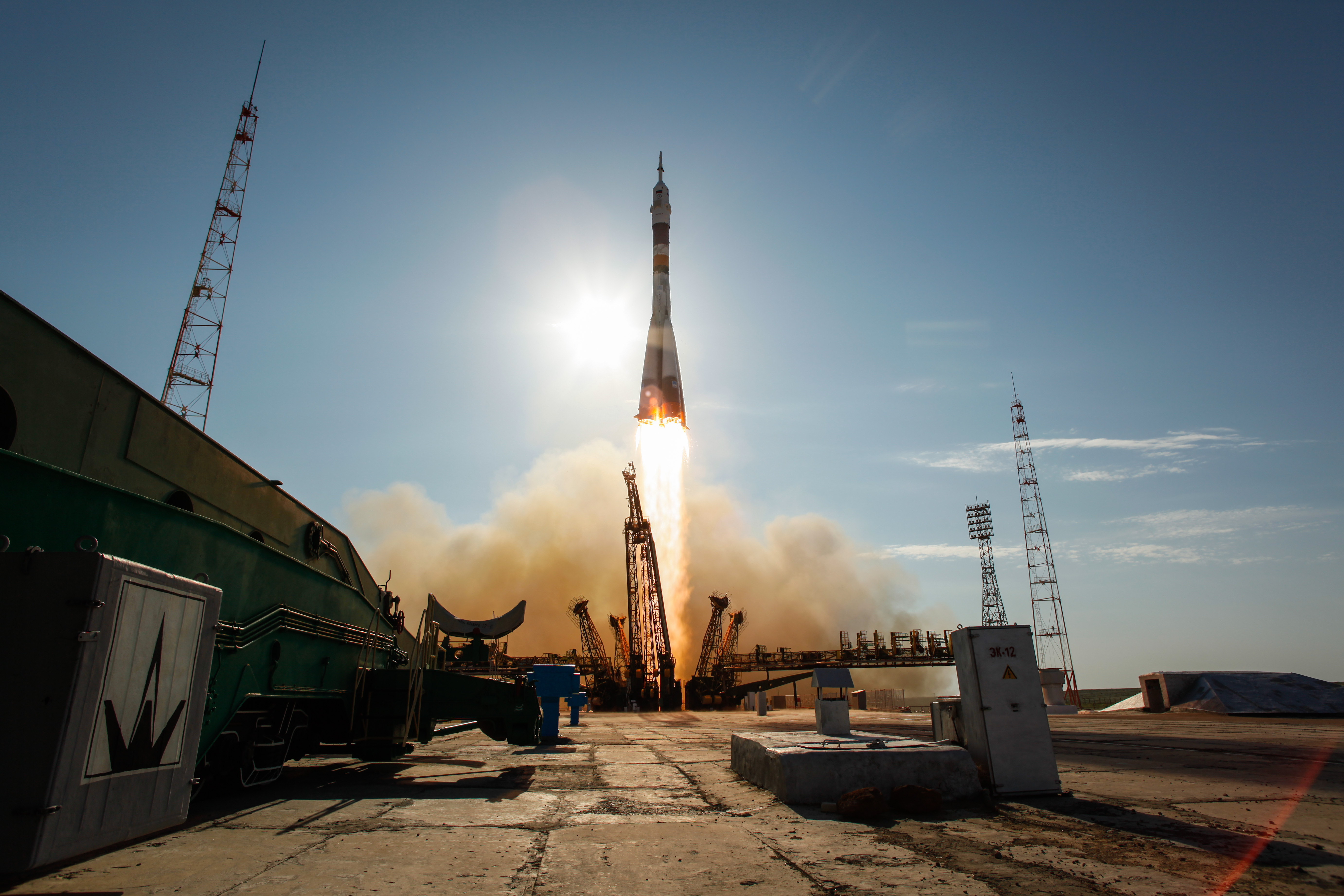
Start z kosmodromu Bajkonur
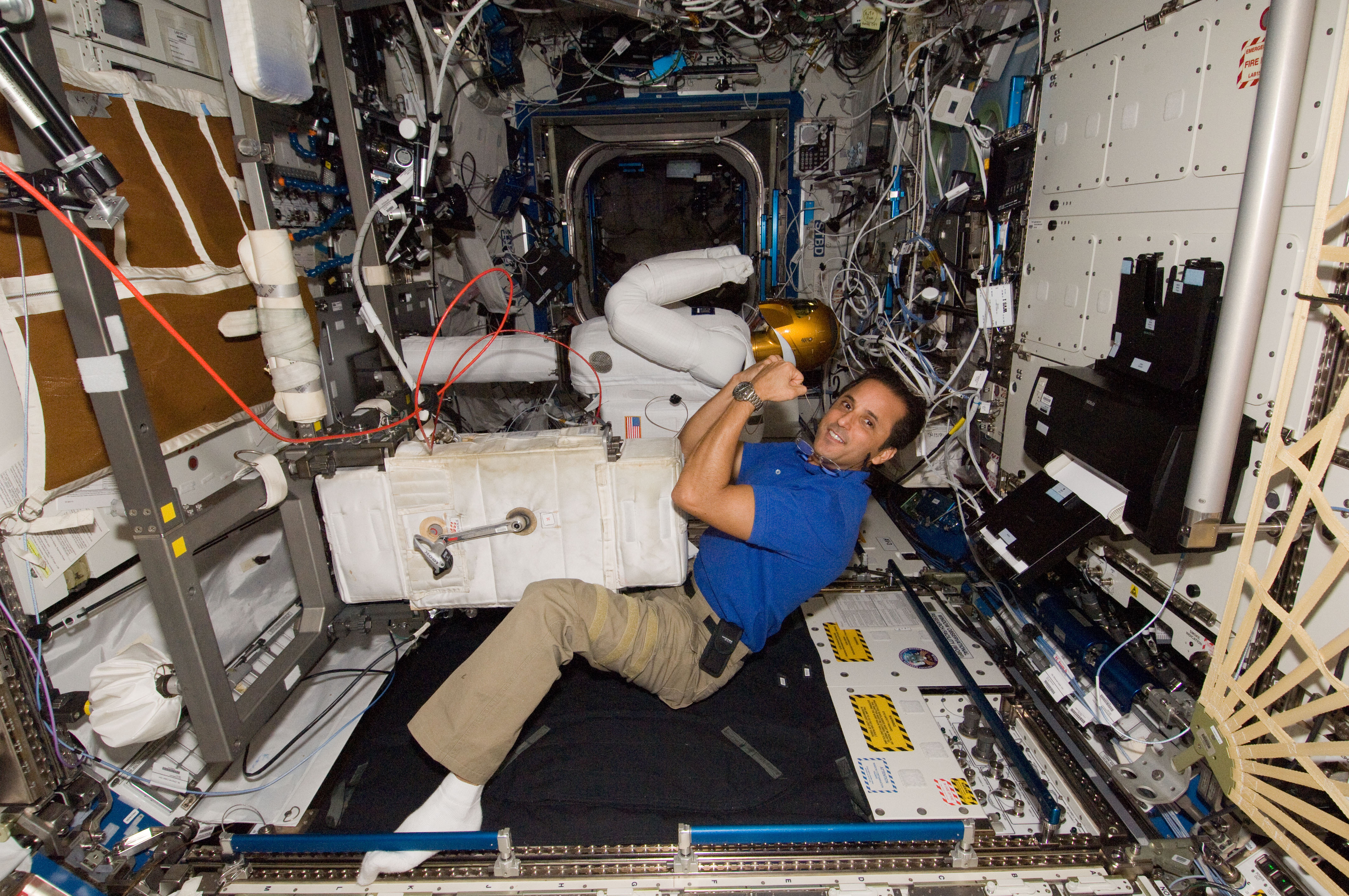
J. Acaba z Robonautem 2
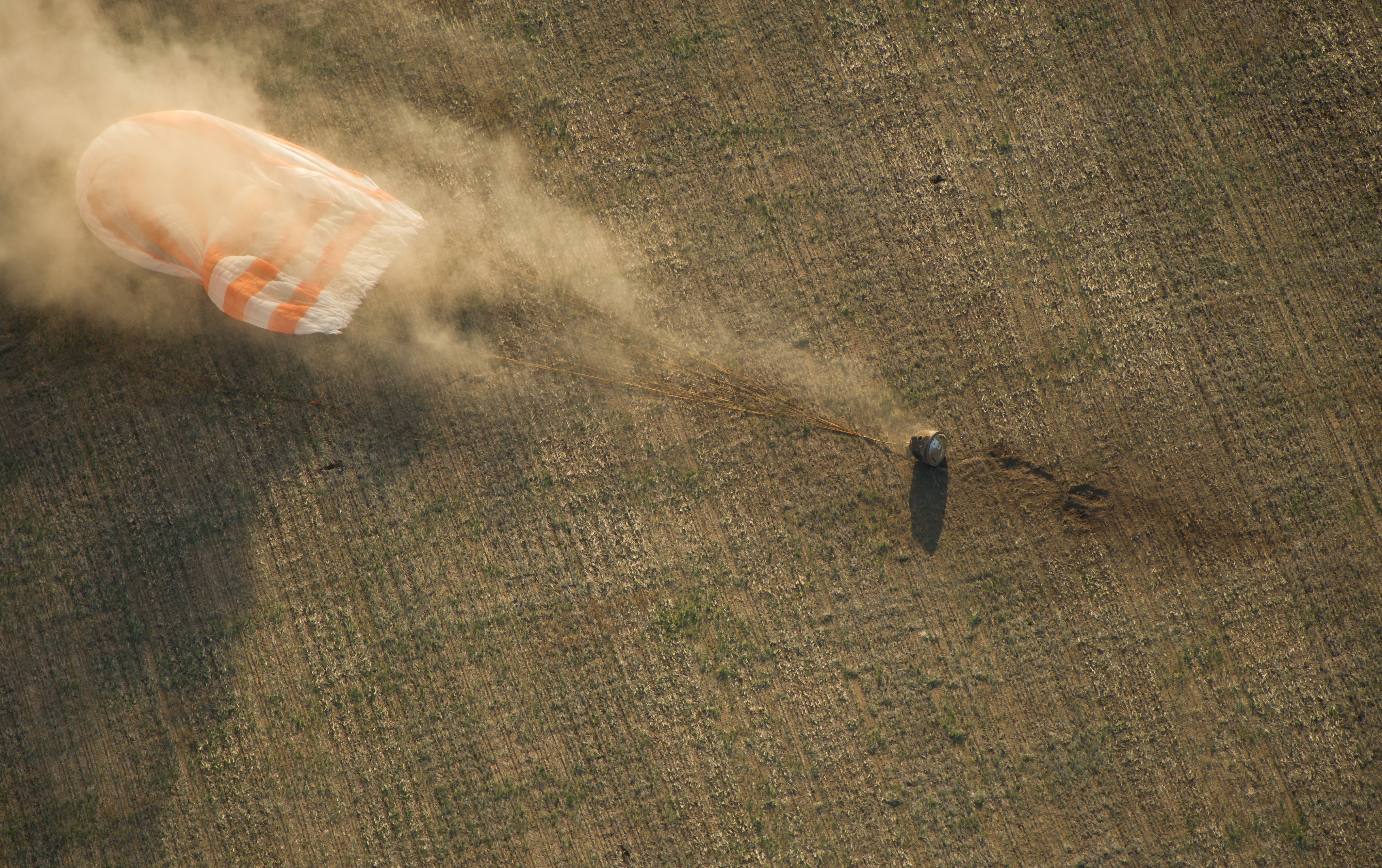
Lądowanie na stepie w Kazachstanie
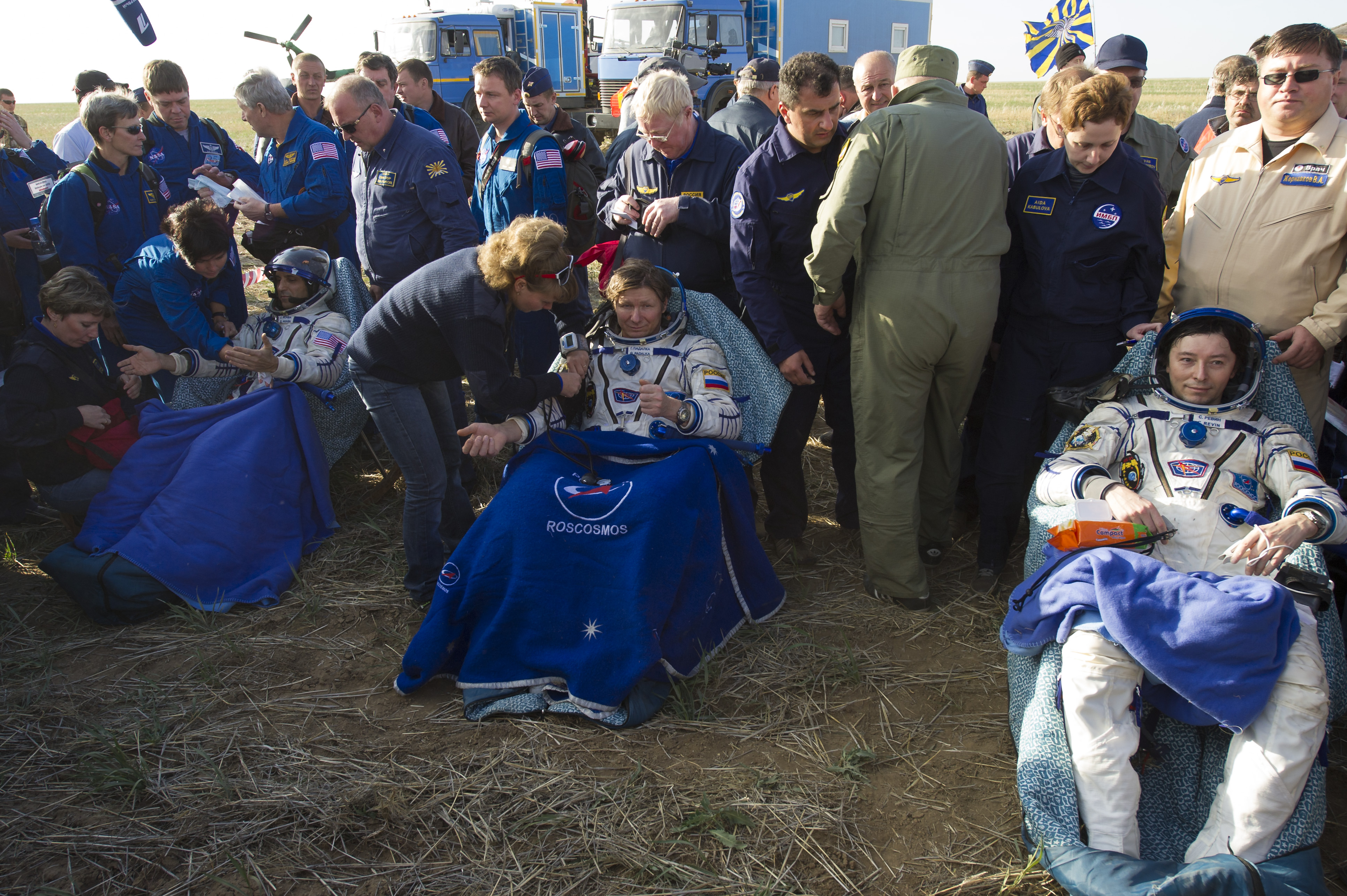
Załoga po wylądowaniu